# 女武神的餐桌
《女武神的餐桌》是由中國大陸游戏开发商米哈遊出品的漫画，于2018年4月开始连载，是崩坏系列的番外作品。故事沿用《崩坏3》的人物设定，讲述主线剧情中每一位女武神背后的故事，以及美食的制作。
2019年6月，米哈游联合震雷文化共同宣布，将《女武神的餐桌》漫画进行动画化，2019年暑假以泡面番的形式在bilibili、Acfun等平台播出。，2020年7月，米哈游、震雷文化宣布推出《女武神的餐桌 第二季》，将通过bilibili和Acfun播出。

## 動畫

### 製作人員
导演：武市直子、孙猛
制片人：孙猛、潘加贝、陆星程、吉田昇央
角色设计、总作画监督：下地彩加
配音导演：彭博
录音师：nijikawa
美术监督：細井友保
美术设定：高橋麻穗
色彩设计：小針裕子
音响监督：郭川
音响效果：川田清贵
摄影监督：蒲原有子
料理作画监督：小澤和則
动画、上色：Big0w1
色指定、上色检查：小針裕子
編集：比留川涉、周浩涵
动画制作：上海震雷文化传播有限公司、BLADE

### 主题曲
第一季
片頭曲《Taste of home》
- 作曲、编曲、作词、混音：Luna Safari
- 演唱：
  - 中文版本：琪亞娜・卡斯蘭娜(陶典)、布洛妮婭·扎伊切克(hanser)、德麗莎・阿波卡利斯(花玲)、蘿莎莉婭・阿琳(多多poi)
  - 日文版本：琪亞娜・卡斯蘭娜(釘宮理惠)、布洛妮婭·扎伊切克(阿澄佳奈)、雷電芽衣(澤城美雪)、無量塔姬子(田中理惠)

片尾曲《Lil' Dash of Love》
- 作曲、编曲、混音：Luna Safari

第二季
片頭曲《我的天命》
- 作曲、編曲：Luna Safari
- 作詞：墨流離
- 混音：龔駿
- 演唱：
  - 中文版本：蘿莎莉婭·阿琳（多多poi）、莉莉婭·阿琳（宴寧）
  - 日文版本：蘿莎莉婭·阿琳（古賀葵）、莉莉婭·阿琳（芹澤優）

片尾曲《和你約定》
- 作曲、編曲、作詞：Luna Safari
- 混音：龔駿
- 演唱：
  - 中文版本：德麗莎·阿波卡利斯（花玲）
  - 日文版本：德麗莎·阿波卡利斯（田村由香里）

插曲《未來再見》（第八話）
- 作曲、編曲、混音：Luna Safari
- 作詞 : 冥凰
- 演唱：
  - 中文版本：琪亞娜·卡斯蘭娜（陶典）、布洛妮婭·扎伊切克（hanser）、德麗莎·阿波卡利斯（花玲）、雷電芽衣（菊花花）、無量塔姬子（林簌）、符華（Mace）
  - 日文版本：琪亞娜·卡斯蘭娜（釘宮理惠）、布洛妮婭·扎伊切克（阿澄佳奈）、德麗莎·阿波卡利斯（田村由香里）、雷電芽衣（澤城美雪）、無量塔姬子（田中理惠）

新春SP插曲《我們的回憶還很長》
- 作曲、編曲：Luna Safari
- 作詞：球球啾
- 演唱：Akie秋繪

### 第一季各话列表
| 标题                 | 更新时间      | 备注 |
| -------------------- | ------------- | ---- |
| 回忆中的俄罗斯甜菜汤 | 2019年6月28日 |      |
| 烤焦的土司披萨       | 2019年7月5日  |      |
| 不够吃的奶油炖菜     | 2019年7月12日 |      |
| 味道普通的酱牛肉     | 2019年7月19日 |      |
| 想象中的餐蛋面       | 2019年7月26日 |      |
| 甜过头的土豆泥鸡翅   | 2019年8月2日  |      |
| 做给自己吃的煎饺     | 2019年8月9日  |      |
| 温热的饭团           | 2019年8月16日 |      |
| 盛夏的海边烧烤（上） | 2019年8月23日 |      |
| 盛夏的海边烧烤（下） | 2019年8月30日 |      |

### 第二季各话列表
| 标题                     | 更新时间      | 备注 |
| ------------------------ | ------------- | ---- |
| 逢魔之時的櫻花釀         | 2020年7月17日 |      |
| 完美的熔岩巧克力蛋糕     | 2020年7月24日 |      |
| 隨心搭配的塔帕斯         | 2020年8月14日 |      |
| 一菜多吃的起司烤玉米片   | 2020年8月21日 |      |
| 重獲新生的櫻桃醬         | 2020年8月28日 |      |
| 兩個人的海鮮濃湯         | 2020年9月4日  |      |
| 春，不老                 | 2020年9月11日 |      |
| 夏末，舞台與一口高麗菜卷 | 2020年9月19日 |      |
| 新春SP                   | 2021年2月11日 |      |